# 임시회
대한민국 국회에서 임시회는 국회의 회기 종류 중 하나로, 해마다 한 차례씩 정기적으로 소집되는 정기회와 달리 대통령 또는 국회재적의원 4분의 1이상의 요구 시, 재적의원 4분의 1이상의 국정조사 요구 시 소집되는 국회를 말한다. 회기는 30일 이내로 한다.

## 근거
제5조(임시회) ① 의장은 임시회의 집회 요구가 있을 때에는 집회기일 3일 전에 공고한다. 이 경우 둘 이상의 집회 요구가 있을 때에는 집회일이 빠른 것을 공고하되, 집회일이 같은 때에는 그 요구서가 먼저 제출된 것을 공고한다.
② 의장은 제1항에도 불구하고 다음 각 호의 어느 하나에 해당하는 경우에는 집회기일 1일 전에 공고할 수 있다.
1. 내우외환, 천재지변 또는 중대한 재정ㆍ경제상의 위기가 발생한 경우
2. 국가의 안위에 관계되는 중대한 교전 상태나 전시ㆍ사변 또는 이에 준하는 국가비상사태인 경우

③ 국회의원 총선거 후 첫 임시회는 의원의 임기 개시 후 7일에 집회하며, 처음 선출된 의장의 임기가 폐회 중에 만료되는 경우에는 늦어도 임기만료일 5일 전까지 집회한다. 다만, 그 날이 공휴일인 때에는 그 다음 날에 집회한다.